# هنري هوراس ماير
هنري هوراس ماير (بالفرنسية: Henri Horace Meyer)‏ هو كاتب مسرحي فرنسي، ولد في 17 مايو 1801 في بروكسل في بلجيكا، وتوفي في 2 فبراير 1870 في باريس في فرنسا.